# V546 Андромеды
V546 Андромеды (лат. V546 Andromedae) — двойная затменная переменная звезда типа W Большой Медведицы (EW)* в созвездии Андромеды на расстоянии приблизительно 797 световых лет (около 244 парсеков) от Солнца. Видимая звёздная величина звезды — от +11,76m до +11,23m. Орбитальный период — около 0,383 суток (9,1927 часов).

## Характеристики
Первый компонент — жёлтый карлик спектрального класса G. Масса — около 1,08 солнечной, радиус — около 1,23 солнечного, светимость — около 1,555 солнечной. Эффективная температура — около 5251 K.
Второй компонент — жёлтый карлик спектрального класса G. Масса — около 0,28 солнечной, радиус — около 0,66 солнечного.